# 445 a.C.
Il 445 a.C. (CDXLV a.C. in numeri romani) è un anno  del V secolo a.C.

## Eventi
- Grecia:
  - Megara si allea con Atene
  - Corinto dichiara guerra a Megara
  - Pace dei trent'anni tra Atene e Sparta (forse 446 a.C.)
- Roma: 
  - consoli Gaio Curzio Filone e Marco Genucio Augurino
  - la Lex Canuleia elimina il divieto di matrimonio tra patrizi e plebei

## Nati
- Glaucone, filosofo greco antico
- Lisia, oratore ateniese († 380 a.C.)
- Tissaferne, militare e politico persiano († 395 a.C.)
- Apollodoro di Falero, filosofo greco antico